# كلية الجبيل الصناعية
كلية الجبيل الصناعية هي كلية سعودية للهندسة وإدارة الأعمال، تقع في مدينة الجبيل الصناعية بالمنطقة الشرقية. ويشرف عليها مجلس إدارة من الهيئة الملكية للجبيل وينبع.

## خلفية تاريخية
تعود بدايات الكلية إلى العام 1978، عندما أسست الهيئة الملكية للجبيل وينبع مركزاً لتدريب اليد العاملة معني بتطوير المهارات المطلوبة في المملكة العربية السعودية. الذي تطور في العام 1982 ليصبح معهدا بمسمى "معهد الهيئة الملكية لتنمية القوى البشرية"، الذي افتتح مقره الملك فهد بن عبدالعزيز آل سعود عام 1984. وفي عام 1989 صدر مرسوم ملكي عن مجلس القوى البشرية في حكومة المملكة العربية السعودية بتغيير مسمى المعهد إلى كلية للهندسة وإدارة الأعمال بمسمى كلية الجبيل الصناعية، بهدف الاستجابة لمتطلبات التعليم والتدريب في مدينة الجبيل الصناعية المنشأة حديثا.

## حرم الكلية
تضم كلية الجبيل الصناعية الواقعة في قلب مدينة الجبيل الصناعية على شاطئ الخليج العربي؛ حرما بمساحة مساحته 1.370.000 متراً مربعاً، ويحتوي عدة مبانٍ إدارية وتعليمية ومنطقة سكنية للطلاب ومحلات وجبات خفيفة، ومقاهي ومغسلة ومخزن لبيع المواد التموينية، إضافة إلى منطقة ترفيه واسعة، ومساحات خضراء، وحدائق وممرات مظللة. تم توسيع مرافق البنية التحتية حتى تتوافق مع الزيادة الكبيرة في عدد طلاب الكلية. تتبنى كلية الجبيل الصناعية فلسفة الكلية ذات السكن الداخلي حيث يعيش أكثر من 90% من الطلاب داخل حرم الكلية بينما تسكن شريحة بسيطة من الطلاب في المدن والبلدات المجاورة.

## الرؤية والرسالة
تتمثل رؤية الكلية في الريادة في مجال التعليم والتدريب التكنولوجي والبحوث التطبيقية والابتكار لدعم التنمية الاقتصادية والصناعية المستدامة في السعودية،، أما مهمتها فهي تزويد المملكة العربية السعودية بقوى عاملة ذات تعليم وتدريب متميز في مجالات التقنية وتلك المتعلقة بإدارة الأعمال وذلك من خلال التعليم التقني، بالإضافة إلى برامج تدريبية لتأهيل العاملين وكذلك الاستجابة لاحتياجات سوق العمل من خلال الشراكة بين رجال الأعمال والصناعيين والمجتمع المحلي.

## الأهداف
تسعى كلية الجبيل الصناعية إلى زيادة دعم برامج السعودة، وإعداد قوى عاملة ذات تدريب تقني وفق المعايير الدولية، والاستجابة للمتطلبات الوظيفية المحددة مما يؤدي إلى تحسين مشاريع التنمية المتعددة في السعودية وخصوصا تلك المقامة في مدينة الجبيل الصناعية. وتسعى الكلية أيضا إلى تنفيذ برامج دراسية قصيرة ومتخصصة موجهة للعاملين في الصناعة وإدارة الأعمال وتلبي احتياجاتهم في ميدان تدريب القوى العاملة تقنياً، وإلى تعزيز التعاون في مجالات البحث التطبيقي في ميادين الصناعة والتجارة وتقديم خدمات استشارية للعاملين في هذين القطاعين.

## الاعتمادات الأكاديمية
في عام 2014 تم اعتماد كلية الجبيل الصناعية من قبل:
- مجلس الاعتماد الأمريكي للهندسة والتكنولوجيا

Engineering Technology Accreditation Commission of ABET, Inc
- مجلس اعتماد البرامج الإدارية

The Accreditation Council for Business School Programs ACBSP
- البورد الكندي من المجلس الكندي للفنيين والتقنيين

The Canadian Technology Accreditation Board CTAB from the Canadian Council of Technicians and Technologists CCTT

## فلسفة الدراسة والتدريب
- التعليم والتعلم الفعال.
- المساقات الدراسية المتكاملة.
- التوازن بين المعرفة والمهارات.
- الترابط بين المناهج ومتطلبات الوظيفة.
- إعداد خريجين لديهم جهوزية العمل.
- تنقيح المناهج بفعالية ووفق الاحتياجات.
- التواصل مع الجهات الخارجية المتخصصة التي تمنح الاعتراف.
- مراقبة الجودة في مراجعة المناهج والتنفيذ والتقييم.
- التعلم والتعليم باستخدام أجهزة الحاسب الآلي.
- الترابط مع المجتمع.

## البرامج الدراسية

### شهادة جامعية متوسطة
- تقنية الهندسة الكيميائية.
- تقنية هندسة التصنيع.
- الحاسب وتقنية المعلومات.
- تقنية هندسة الفحوصات اللاتلافية وتقييمها.
- تقنية هندسة الصيانة الميكانيكية.
- تقنية هندسة الطاقة الكهربائية.
- تقنية هندسة الآلات الدقيقة والتحكم.
- تقنية الكيمياء الصناعية.
- تقنية هندسة البوليمرات.
- التسويق.
- إدارة المكاتب.

### بكالوريوس
- الهندسة الميكانيكية
- الهندسة الكيميائية
- الهندسة الكهربائية
- هندسة الآلات الدقيقة والتحكم

واضيفت إلى كلية الجبيل الصناعية كافة التخصصات الأكاديمية الموجودة بكلية الجبيل الجامعية بعد القرار الذي اصدر من الإدارة العامة للتعليم بالهيئة الملكية بالجبيل بتاريخ 27-06-2022 فتم انتقال جميع البرامج الأكاديمية التابعة لكلية الجبيل الجامعية بفرعيها الطلاب والطالبات إلى كلية الجبيل الصناعية فتضم أيضا هذه التخصصات حاليا
- درجة البكالوريوس في العلوم، تخصص نظم المعلومات الإدارية.
- درجة البكالوريوس في الآداب، تخصص لغة إنجليزية(للبنات فقط).
- درجة البكالوريوس في العلوم، تخصص الهندسة الميكانيكية  (للبنين فقط).
- درجة البكالوريوس في العلوم، تخصص الهندسة المدنية  (للبنين فقط).
- درجة البكالوريوس في العلوم، تخصص التصميم الداخلي (للبنات فقط).
- درجة البكالوريوس في العلوم، تخصص علوم الحاسب الآلي.
- درجة البكالوريوس في العلوم، تخصص إدارة الأعمال.
- درجة البكالوريوس في العلوم، تخصص المحاسبة.
- درجة البكالوريوس في إدارة سلسلة الإمدادات اللوجستية

### التدريب التعاوني
تشمل كافة الشهادات العلمية للبرامج مساق التدريب التعاوني لمدة فصل كامل (15 أسبوع) إلزامية للتخرج والذي يزود الطالب بالتطبيق العملي على واقعية العمل والتدرب في مجال تخصصه ليكتسب خبرة عملية تؤهله إلى سوق العمل وأنماط الحياة العملية بعد التخرج.

## النظام الأكاديمي
تعتمد الكلية البرامج الأكاديمية القائمة على النظام التعليمي الأمريكي لمرحلة ما بعد الثانوية والذي يستخدم نظام الساعات كمعيار لتقييم المادة التي يتم تدريسها. وتعتمد كافة التخصصات التقنية، عدا تقنية الكيمياء الصناعية (INCT)، المعايير الخاصة بمجلس اعتماد البرامج الهندسية والتقنية بالولايات المتحدة الأمريكية (ABET). أما تقنية الكيمياء الصناعية، ولاعتبارها من التخصصات غير الهندسية، فإنها تخضع لمعايير جمعية الكيميائيين الأمريكية (ACS)، فيما تخضع التخصصات الإدارية لمعايير الجمعية الأمريكية للاعتراف الأكاديمي (ACBSP).
وتعتبر اللغة الإنجليزية هي لغة التدريس لكافة البرامج والدورات التعليمية ما عدا تلك المخصصة لدراسة اللغة العربية والدراسات الإسلامية.
ويخضع طلاب الكلية لسنة تحضيرية لا يعتمد فيها نظام الساعات وتشتمل على دورات مكثفة في اللغة الإنجليزية والرياضيات ودراسات الحاسوب ومهارات الدراسة والتربية البدنية، وتهدف هذه الدورات الدراسية إلى تطوير مهارات الطلاب وتزويدهم بالكفاءة اللازمة لولوج مجالات التفكير التحليلي والنقدي إضافة إلى مهارة التعبير وهي المهارات التي يحتاجها الطالب خلال سنوات دراسته في التخصصات المختلفة. إضافة إلى ذلك، فإن الدورات الدراسية التي يتلقاها الطالب في التخصصات المختلفة ترمي إلى دعم حصيلته التي تلقاها أثناء دراسته للمناهج الدراسية الأساسية، إضافة إلى أنها تساعد في إعداد الطلاب ليصبحوا مبدعين ومنتجين في مجالاتهم المهنية وعلى مستوى المجتمع ككل.